# جيمي لوري
جيمي لوري (بالإنجليزية: Jamie Lowry)‏ (18 مارس 1987 في المملكة المتحدة - ) هو لاعب كرة قدم بريطاني في مركز الوسط. لعب مع نادي بليموث أرجايل ونادي تشيسترفيلد ونادي كرو ألكساندرا وGodolphin Atlantic (Newquay) F.C. ‏ وTruro City F.C. ‏ وTiverton Town F.C. ‏.

## وصلات خارجية
- جيمي لوري على موقع قاعدة بيانات كرة القدم.إي يو (الإنجليزية)
- جيمي لوري على موقع Soccerbase.com (لاعب) (الإنجليزية)